# Брагім Такіулла
Брагі́м Такіулла́ (фр. Brahim Takioullah; *26 січня 1982, Гельмім, Марокко) — згідно з Книгою рекордів Гіннеса — володар найбільшої у світі задокументованої стопи. За зростом посідає друге місце серед людей, що нині живуть.
У віці 18 років у Брагіма через його «незвичний розмір» було діагностовано акромегалію. Протягом одного року він виріс на метр. Після здобуття вищої освіти 2006 року юнак поїхав до Парижа на лікування. Після видалення пухлини і нормалізації рівня гормону росту лікування було визнано успішним.
Такіулла став володарем світового рекорду Гіннеса у номінації найбільших ніг у живої людини, перевершивши Султана Кьосена: 24 травня 2011 його ліва ступня була завдовжки 38,1 сантиметра, а права — 37,5 сантиметра. За європейською шкалою це 58 розмір взуття.